# Quararibea
Quararibea är ett släkte av malvaväxter. Quararibea ingår i familjen malvaväxter.

## Dottertaxa tillQuararibea, i alfabetisk ordning[1]
- Quararibea amazonica
- Quararibea aristeguietae
- Quararibea asterolepis
- Quararibea aurantiocalyx
- Quararibea bilobata
- Quararibea bolivarii
- Quararibea cacao
- Quararibea caldasiana
- Quararibea casasecae
- Quararibea ciroana
- Quararibea cogolloi
- Quararibea cornucopiae
- Quararibea costaricensis
- Quararibea cruceto
- Quararibea cryptantha
- Quararibea dowdingii
- Quararibea duckei
- Quararibea floribunda
- Quararibea foenigraeca
- Quararibea funebris
- Quararibea gigantiflora
- Quararibea gomeziana
- Quararibea guianensis
- Quararibea hirta
- Quararibea inaequalis
- Quararibea lopezperaltae
- Quararibea loretoyacuensis
- Quararibea magnifica
- Quararibea mayanum
- Quararibea obovalifolia
- Quararibea parviflora
- Quararibea pendula
- Quararibea penduliflora
- Quararibea platyphylla
- Quararibea pterocalyx
- Quararibea pumila
- Quararibea rangelii
- Quararibea ruiziana
- Quararibea santaritensis
- Quararibea sclerophylla
- Quararibea spatulata
- Quararibea stenophylla
- Quararibea steyermarkii
- Quararibea tulekunae
- Quararibea turbinata
- Quararibea velutina
- Quararibea verticillaris
- Quararibea wittii
- Quararibea yunckeri